# Blackfoot

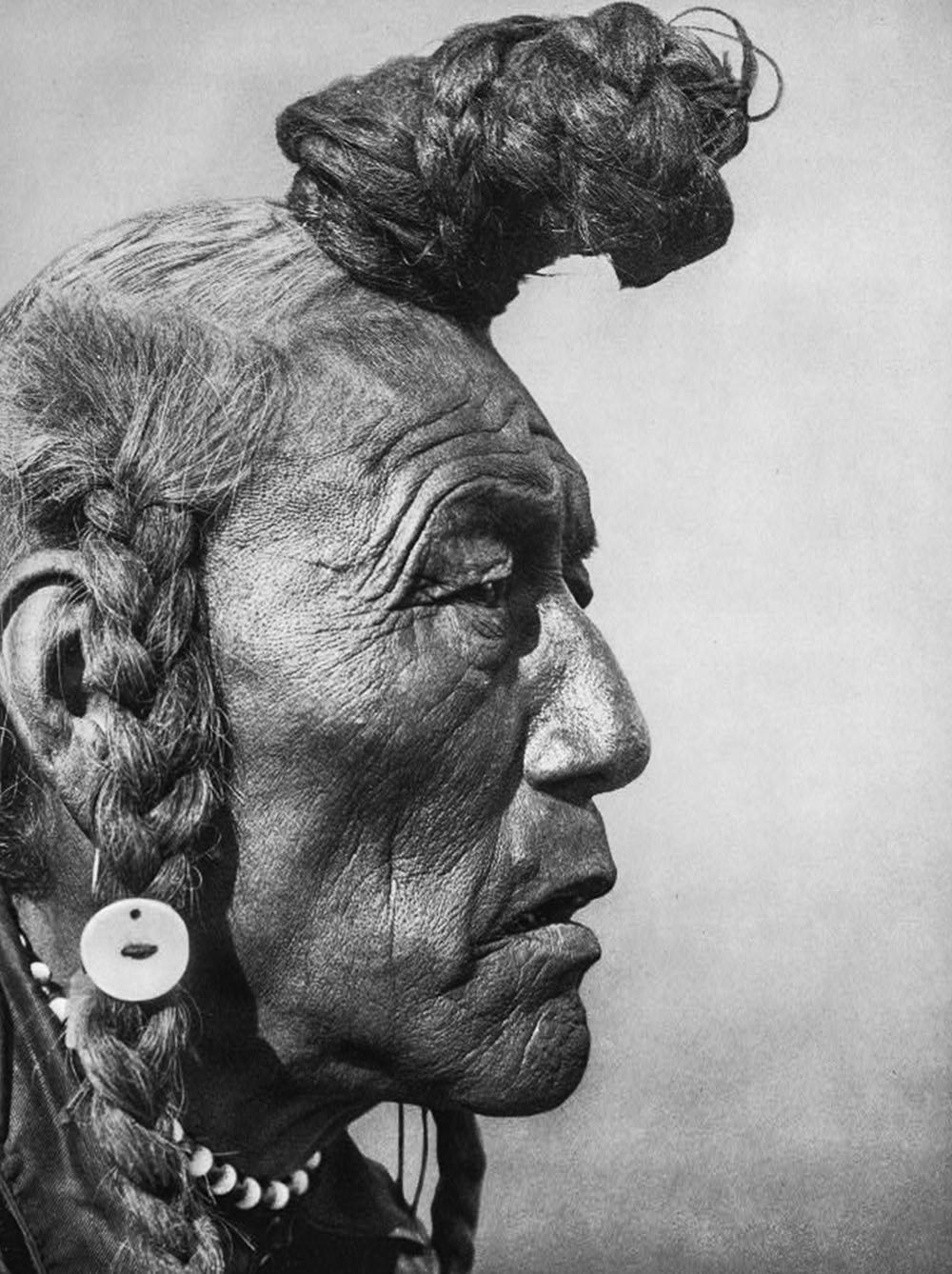
Bear Bull.

A Confederação Blackfoot ou Niitsítapi (que significa "povos originais"; c.f. Ojíbue: Anishinaabeg e Quinnipiac: Eansketambawg) é o nome coletivo formado pelas três primeiras nações na província canadense de Alberta e uma tribo de nativos americanos no estado norte-americano de Montana. 
A Confederação Blackfoot consiste dos Peigan do Norte (Aapátohsipikáni), os Peigan do Sul (Aamsskáápipikani), a Nação Kainai (Káína: "Sangue"), e a Nação Siksika ("Blackfoot") ou mais corretamente Siksikáwa ("povo Blackfoot"). Os Peigan do Sul estão localizados em Montana, e as outras três estão localizadas em Alberta. Quando reunidos eles costumam chamar-se de Niitsítapi (o "Povo Original"). Esses grupos têm em comum o idioma e a cultura, têm tratados de defesa mútua, e liberdade de casamento entre os grupos.
Religião e mitologia

 
Os índios blackfoot possuem um herói cultural  chamado Naapi (às vezes chamado de "transformador" pelos folcloristas.), trapaceiro, criador de problemas e, às vezes, uma pessoa tola, mas ele também é responsável por moldar o mundo em que os Blackfoot vivem e frequentemente ajuda as pessoas. Ele é auxiliado nessas tarefas por sua esposa, a Velha Senhora (Kipitaakii em Blackfoot). Naapi compartilha algumas semelhanças com outros heróis algonquianos, como  o Cree Wisakedjak , o Wabanaki Glooscap e o Anishinabe Manabus, e muitas das mesmas histórias são contadas em diferentes tribos algonquianas, com apenas a identidade do protagonista diferente. Naapi é pronunciado semelhante ao nah-xixi, e Kipitaki é pronunciado semelhante ao kih-pih-tah-kee.

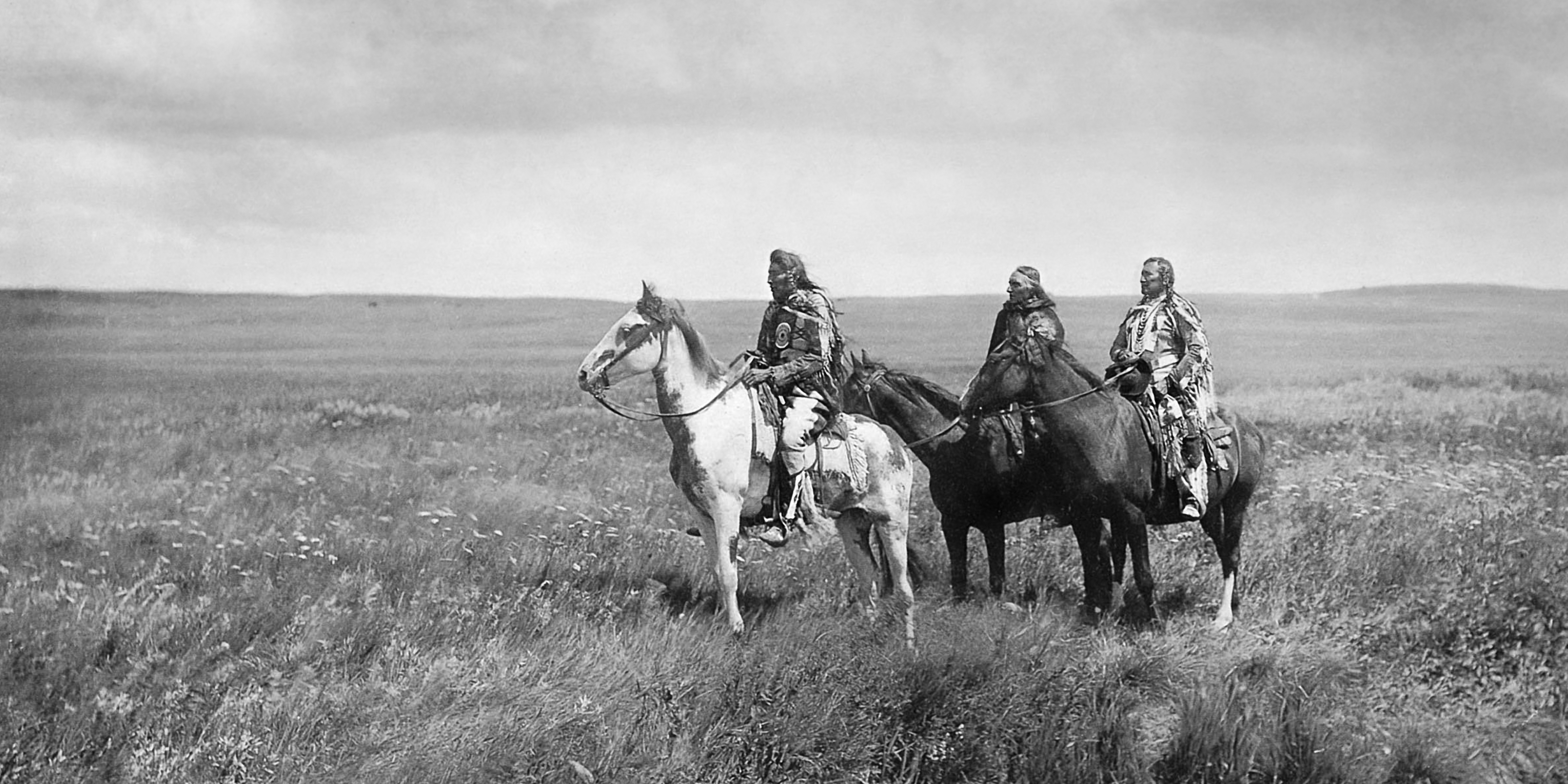
Três chefes da tribo Blackfoot (1900).

O Deus supremo e  criador chama-se Apistotoke e é um espírito divino sem forma ou atributos humanos e nunca é personificado no folclore Blackfoot. O nome é pronunciado semelhante a ah-piss-toh-toh-kee.
 
Sspommitapiiksi também conhecidos como Povo do Céu ou Seres do Céu, esses espíritos sagrados foram as primeiras criações de Apistotoke e vivem no Mundo do Céu muito acima das nuvens. Entre eles destaca-se  Naato'si, que é o deus Sol, líder do Povo do céu. "Naato'si" é pronunciado nah-toh-see e significa literalmente "santo", embora seja freqüentemente usado para se referir ao sol no discurso cotidiano também. Naato'si é casado com a Lua, Komorkis, e seu filho é o deus da estrela da manhã, Iipisowaahs. A deusa da lua chama-se Komorkis é junto com seu marido Naato'si geraram as estrelas.
Soatsaki (Mulher Pena) é uma índia blackfoot que se apaixonou pela Estrela da Manhã, Iipisowaahs, e foi levada pelo deus para o céu para viverem juntos. Lá tiveram um filho chamado Poia que foi junto com ela banidos do céu após Soatsaki remover a raiz do grande nabo que foi o caminho que ela foi levada para o céu. 